# Marek Wasiluk
Marek Wasiluk (Białystok, 3 juni 1987) is een Poolse voetballer (verdediger).

## Erelijst
Śląsk Wrocław
- Pools landskampioen

2011/12